# Fred Van Oystaeyen
Fred Van Oystaeyen (né en 1947), également Freddy van Oystaeyen, est mathématicien et professeur émérite de mathématiques à l'Université d'Anvers. Il est le pionnier des travaux sur la géométrie non commutative, en particulier la géométrie algébrique non commutative.

## Biographie
En 1972, Fred Van Oystaeyen obtient son doctorat de l'Université libre d'Amsterdam. En 1975, il devient professeur à l'Université d'Anvers, Département de mathématiques et d'informatique.
Van Oystaeyen publie plus de 200 articles scientifiques et plusieurs livres. Un de ses livres récents, Virtual Topology and Functor Geometry, fournit une introduction à la topologie non commutative.
A l'occasion de son 60e anniversaire, une conférence en son honneur s'est tenue à Almería, du 18 au 22 septembre 2007. Le 25 mars 2011, il reçoit son premier doctorat honorifique de cette même universitéd'Almería. Sur le campus de l'Université d'Almería, la rue "Calle Fred Van Oystaeyen" (anciennement "Calle los Gallardos") porte son nom. En 2019, il reçoit un autre doctorat honorifique de la Vrije Universiteit Brussel.